# Rovelló i la llegenda de Sant Jordi
Rovelló i la llegenda de Sant Jordi és una pel·lícula d'animació catalana del 2006 dirigida per Antoni d'Ocon i Guerrero amb guió de Josep Penya i produïda per D'Ocon Films, Televisió de Catalunya i Gran Enciclopèdia Catalana. És basada en el personatge "Rovelló", creat per Josep Vallverdú. La versió original és en català. Fou estrenada als Estats Units el 2009 amb el títol Scruff and the Legend of Saint George.

## Sinopsi
El petit gosset Rovelló està ben confós. La puça Guitarra li diu que el drac de la llegenda de Sant Jordi no existeix. En canvi, la guineu Com-Fuig assegura que sí. El Rovelló es troba cara a cara amb el drac, terrible i gegantesc que llença foc contra els habitants de Navell. Però quan el drac se sent amenaçat pels habitants de Navell, segresta a Oriana, la parella de Llissot, per a poder fugir.

## Nominacions
Fou nominada al Gaudí a la millor pel·lícula d'animació als Premis Gaudí de 2012.